# Gerrit Cornelis van der Willigen
Gerrit Cornelis van der Willigen (Zuidlaren, 23 juni 1907 - Ede, 2 augustus 1986) was een Nederlandse burgemeester. Hij was lid van de VVD.

## Leven en werk
Mr. Van der Willigen was een zoon van de rijksontvanger Jakob Willem van der Willigen en Anna Kuneman. Hij studeerde rechten aan de Universiteit Leiden en aan de Universiteit van Amsterdam. Voordat hij in november 1938 werd benoemd tot burgemeester van Lekkerkerk was hij werkzaam op het departement van Binnenlandse Zaken.
In september 1944 besloot hij samen met een groot deel van het secretariepersoneel onder te duiken. Ze wilden niet meewerken aan het graven van schuilputten zoals de Duitsers hadden bevolen. Na de oorlog pakte hij zijn functie als burgemeester weer op. Hij ging toen aan de slag met zijn eerder gemaakte plannen: uitbreidingsplan oost en west, een industrieterrein, scholen, een badhuis, bejaardenwoningen, een openbare leeszaal, verenigingslokalen en verbeteringen van de wegen.
In april 1956 volgde zijn benoeming tot burgemeester van Haarlemmermeer. In maart 1965 werd hij benoemd tot burgemeester van Leiden. Hij vervulde deze functie totdat hij per 1 februari 1971 met ziekteverlof ging voorafgaande aan zijn pensionering.
Van der Willigen trouwde op 30 juli 1937 te 's-Gravenhage met Johanna Madelaine Marguérite Reddingius, dochter van de arts Wijbrand Gerhard Reddingius en Madelaine Marguerite Ketjen. Hij overleed in augustus 1986 op 79-jarige leeftijd te Ede. Hij werd achtereenvolgens benoemd tot Ridder en Officier in de Orde van Oranje-Nassau.
- Gemeinsame Normdatei: 1164047965
- International Standard Name Identifier: 0000 0003 9581 1676
- Nederlandse Thesaurus van Auteursnamen: 069362432
- Virtual International Authority File: 290594007
- WorldCat: E39PBJccfK9WqYB4GkphBGMgKd